# Turbonilla beidaensis
Turbonilla beidaensis is een slakkensoort uit de familie van de Pyramidellidae. De wetenschappelijke naam van de soort is voor het eerst geldig gepubliceerd in 2000 door Peñas & Rolán.